# Notholaena eriophora
Notholaena eriophora är en kantbräkenväxtart som beskrevs av Fée. Notholaena eriophora ingår i släktet Notholaena och familjen Pteridaceae. Inga underarter finns listade.